# Myofibril

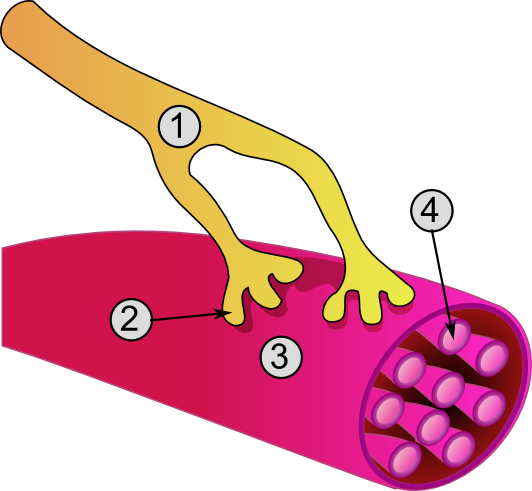
1. Axon
2. Motorische eindplaat
3. Spiervezel
4. Myofibril

Myofibrillen, ook wel contractiele elementen genoemd, zijn langwerpige eiwitketens bestaande uit myosine en actine die de contractie van spierweefsel mogelijk maken. Deze eiwitketens worden vanwege hun draadvorm ook wel actine- en myosinefilamenten genoemd.
In combinatie met actinefilamenten hebben myofibrillen verscheidene functies in de bewegingen van cellen; hierbij stimuleren calciumionen de myosinelepels om aan te hechten op een parallel gelegen actinefilament, waardoor de filamenten een stukje langs elkaar schuiven. Dit principe wordt veelvuldig toegepast in spiervezels, bij het afsnoeren van blaasjes binnen de cel en bij het klieven van dierlijke cellen tijdens mitose en meiose.
Bekeken onder een lichtmicroscoop vertoont een ontspannen myofibril afwisselend donkere banden genaamd de A-banden en lichte banden genaamd I-banden. De A-banden bevatten voornamelijk myosine, de I-banden daarentegen bevatten voornamelijk actine. Elke I-band wordt in tweeën gedeeld door een schijf van eiwitten. Deze schijf wordt de Z-lijn genoemd. De banden van alle myofibrillen liggen parallel aan elkaar, dit geeft de spieren het gestreepte uiterlijk. De dunne actinefilamenten steken gedeeltelijk in de dikke myosinefilamenten aan beide zijden van de A-band. Als de spier in rust is, zal dit niet helemaal tot het midden van de A-band zijn. Hierdoor is de A-band in het midden iets lichter dan aan de beide zijden van dit midden. Deze band heeft de naam H-band gekregen. Het gedeelte van Z-lijn tot Z-lijn met daartussen twee keer een gedeelte I-band en een hele A-band wordt een sarcomeer genoemd. Talrijke myofibrillen bij elkaar vormen samen een spiervezel.